# Nikolaus Lenau
Nikolaus Lenau, pseudónimo de Nikolaus Franz Niembsch Edler von Strehlenau (Csatád, cerca de Temesvar, 25 de agosto de 1802 - Oberdöbling, cerca de Viena, 22 de agosto de 1850), fue un poeta austríaco.
Cursó estudios de filosofía, derecho y medicina en la universidad de Viena y, tras una estancia de Estados Unidos, regresó a dicha ciudad.
En 1832 publicó Cantos de las cañas, obra de musicalidad que refleja su melancolía y tedio, en 1836 publicó el poema dramático Fausto y en 1838 Nuevos poemas. Entre su obra, destacada por un romanticismo sombrío y nihilista, sobresalen Los albigenses (1838-1842) y Don Juan (1844), obra que quedó incompleta al internarse en un manicomio aquejado de graves desarreglos mentales.

## Biografía

### Primeros años
Nació en el seno de una familia de suabos del Banato. Su ciudad natal, llamada Schadat en alemán o Csatád en húngaro, pertenecía al Imperio austrohúngaro, es la actual Lenauheim, perteneciente a Rumania. 
Su padre era un funcionario gubernamental y murió en Budapest en 1807, quedando el niño al cuidado de la madre, la cual se casó de nuevo en 1811. En 1819 Nikolaus ingresó a la Universidad de Viena; luego estudió legislación húngara en Bratislava y posteriormente 4 años de medicina, sin llegar a graduarse.

### Enfermedad
Padeció una enfermedad mental desde 1844 cuando saltó por una ventana y corrió por las calles gritando. Fue recluido por el resto de su vida en el asilo de Oberdöbling cerca de Viena, donde murió. Fue enterrado en el cementerio de Weidling, cerca de Klosterneuburg.

## Poesía
Sus primeros poemas fueron publicados en 1827 en Aurora de Johann Gabriel Seidl. Al recibir la herencia de su abuela, tras la muerte de su madre en 1829, optó por dedicarse a la poesía y escribió versos románticos, inspirados por los sentimientos melancólicos heredados de ella y estimulados por sus desilusiones amorosas.
En 1831 se estableció en Stuttgart, donde publicó en 1832 Gedichte ("Poemas"), obra dedicada al poeta Gustav Schwab. Allí también se relacionó con Ludwig Uhland, Justinus Kerner, Karl Mayer y otros escritores (la Escuela poética suaba), pero deseoso de buscar un ambiente de libertad y paz, viajó a Estados Unidos.
En octubre de 1832 se estableció en Baltimore, luego fue a vivir en Ohio. También residió seis meses en New Harmony, Indiana, con un grupo teosófico, llamado Harmony Society. Pero la realidad de la vida en el bosque le pareció lejana al ideal que él se había dibujado; mostró desagrado por el "continuo balbuceo inglés de dólares" (englisches Talergelispel) y en 1833 regresó a Alemania, donde la publicación de su primer volumen de poemas revivió su espíritu.
Su excelente poema, Herbst ("Otoño"), expresa la tristeza y melancolía en que cayó después de su viaje a Estados Unidos y el extenuante regreso a través del Atlántico; lamenta la pérdida de la juventud y el paso vano del tiempo. Este poema es típico del estilo de Lenau y culmina hablando del sueño de la muerte como escape final de la vida vacía.
Vivía parte del tiempo en Stuttgart y parte en Viena. En 1836 apareció su Fausto, en el cual pone al descubierto su propia alma ante el mundo; en 1837 escribió Savonarola, un poema épico, que sostiene que la libertad, frente a la tiranía política e intelectual, es esencial para el cristianismo. En 1838 su Neuere Gedichte (Poemas más recientes siguió a la exaltación pasajera de su Savonarola. Algunos de los más finos entre estos "Nuevos poemas" fueron inspirados por su apasionado amor imposible por Sophie von Löwenthal, la esposa de un amigo. En 1842 apareció Die Albigenser (Los Albigenses) y en 1844 escribió su Don Juan, un fragmento que fue publicado después de su muerte.

## Legado
La fama de Lenau descansa principalmente sobre sus poemas más cortos. Su poesía épica es esencialmente de calidad lírica. Es considerado el más grande poeta lírico moderno de Austria y un representante típico del pesimismo en la literatura alemana, del Weltschmerz (Dolor del mundo), que en la literatura europea comenzó con los escritos Lord Byron y tuvo su culminación con Giacomo Leopardi.
Las obras completas de Lenau (Sämtliche Werke) fueron publicadas en 4 volúmenes por Anastasius Grün, (1855). 
La ciudad de Stockerau en la Baja Austria se ha proclamado "Ciudad Lenau", porque Nikolaus Lenau caminó extensamente por sus bosques, hasta Stockerau y el Danubio y se inspiró allí para escribir uno de sus más famosos poemas líricos, Schilflieder.  También han recibido su nombre algunas calles de Viena y poblaciones cercanas.
El asteroide (7400) Lenau fue nombrado así en su honor.